# Fernando Gómez-Mont Urueta
Fernando Gómez-Mont Urueta (Mexico-Stad, 1963) is een Mexicaans jurist en partijloos politicus.
Gómez-Mont is afkomstig uit een vooraanstaande familie in Mexico-Stad; zijn vader Felipe Gómez Mont was een van de oprichters van de Nationale Actiepartij (PAN) en verschillende van zijn broers en zussen bekleden hoge politieke of administratieve functies. Gómez-Mont studeerde rechtsgeleerdheid aan de Vrije Rechtsschool en was werkzaam als advocaat voor Zinzer, Esponda y Gómez-Mont. Gómez-Mont is betrokken geweest in verschillende veelbesproken rechtszaken, waaronder de verdediging van Raúl Salinas de Gortari, de in corruptie- en moordschandalen verwikkeld geraakte broer van expresident Carlos Salinas de Gortari, Rogelio Montemayor, de van fraude beschuldigde exdirecteur van PEMEX, en Tomás Peñaloza Webb, die het Mexicaans Instituut voor Sociale Verzekering (IMSS) zou hebben opgelicht.
In de jaren 90 was Gómez-Mont een van de naaste samenwerkers van politicus Diego Fernández de Cevallos en van 1991 tot 1994 zat hij voor de PAN in de Kamer van Afgevaardigden. Ook was hij betrokken bij de hervorming van het Mexicaanse kiesstelsel, waaronder de oprichting van het Federaal Electoraal Instituut (IFE) en het invoeren van de stempas.
Na het overlijden van zijn voorganger Juan Camilo Mouriño in een vliegtuigongeval werd hij door president Felipe Calderón tot minister van binnenlandse zaken benoemd. In februari 2010 zegde Gómez-Mont zijn PAN-lidmaadschap op, nadat deze partij in verschillende regionale verkiezingen allianties had gevormd met de Partij van de Democratische Revolutie (PRD), normaliter een tegenstander van de PAN, en gericht tegen de Institutioneel Revolutionaire Partij (PRI), vroeger feitelijk alleenheerser en de afgelopen jaren opnieuw sterk in opkomst. Gómez-Mont verklaarde dergelijke allianties als kiezersbedrog te beschouwen. Hij bleef wel aan als minister.
In maart 2010 ontstond commotie toen bekend werd dat Gómez-Mont met PAN-voorzitter César Nava, PRI-voorzitster Beatriz Paredes en een vertegenwoordiger van Enrique Peña Nieto een contract had ondertekend waarin PRI-congresleden beloofden voor een door de regering voorgestelde belastinghervorming te stemmen en dat in ruil daarvoor de PAN zou afzien van allianties met andere partijen in de door de PRI bestuurde deelstaat Mexico.
Gómez-Mont trad op 9 juni 2010 af als minister. Hij werd opgevolgd door Francisco Blake Mora.